# یورگ مولر (دوچرخه‌سوار)
یورگ مولر (انگلیسی: Jörg Müller؛ زادهٔ ۲۳ فوریهٔ ۱۹۶۱) دوچرخه‌سوار اهل سوئیس است.